# Balawat
Balawat és un llogaret d'Iraq a uns 25 km al sud-est de Mossul.
És conegut per l'existència a la seva rodalia d'un túmul anomenat Tell Balawat, amb restes assíries, que va ser descobert l'any 1878 per Hormuzd Rassam de Mossul, que va trobar les gegantines portes de bronze del palau de Salmanassar III (859 aC-824 aC), que tenia repujats en miniatura els detalls de les batalles que havia lliurat. També es mostren les ciutats fortificades penjades als cims de les muntanyes que l'exèrcit assiri havia incendiat, i com els soldats assiris tallen els arbres i devasten el territori. També es veuen els esforços dels assiris, que havien de transportar les seves cavalleries a coll per pujar i baixar els passos de muntanya. Actualment es troben al Museu Britànic. El nom assiri de la ciutat, segons una inscripció, era Imgur-Enlil.